# 翅茎半边莲
翅茎半边莲（学名：Lobelia heyneana）为桔梗科半边莲属下的一个种。

## 扩展阅读
- 維基物種上的相關：翅茎半边莲